# Lydia Wideman
Lydia Wideman (más tarde Wideman-Lehtonen, Vilppula, 17 de mayo de 1920-13 de abril de 2019) fue una esquiadora finlandesa y la primera medallista olímpica en esquí de fondo. En 1952 compitió en trece carreras de 10 kilómetros y las ganó todas, incluidos los Juegos Olímpicos de Invierno de 1952, los campeonatos nacionales y los Juegos de esquí de Lahti.

## Biografía
Wideman y su hermana gemela Tyyne nacieron en una familia de diez hermanos. Muchos miembros de su familia eran expertos en esquiar a campo a través.
En particular, Tyyne ganó la prueba de 10 km nacional. Título que repitió en 1949 y 1951, superando a Lydia en 1951, pero retirándose ese mismo año.
Lydia Wideman, con el ejemplo de su hermana, convirtió el año 1952 en su año de gloria. Wideman compitió en trece pruebas de 10 kilómetros y las ganó todas, incluidas la de los Juegos Olímpicos de Invierno (Oslo, Noruega), la de los campeonatos nacionales y la de los Juegos de esquí de Lahti.
En 1952, Lydia Wideman se casó con Paavo Lehtosen, con el cual tuvo dos hijos, Jarmo en 1961 y Kari en 1962. De 1957 a 1965, se desempeñó como miembro del Consejo Federal de la Asociación Finlandesa de Esquí, a la vez que asesoró en otros campos federativos. Desde febrero de 2018, tras la muerte del regatista Durward Knowles con 100 años de edad, pasó a ser el campeón olímpico vivo más viejo del mundo. El 13 de abril de 2019, Lydia Wideman falleció en Tampere a la edad de 98 años.